# Коропівка
Коропівка — колишнє село Новогеоргіївського району Кіровоградської області. Наприкінці 1950-х років затоплене водами Кременчуцького водосховища.
За радянських років Коропівка, як хутір входила до складу Воронівської сільської Ради, після її ліквідації у травні 1941 р. Коропівка перейшла до складу Клочківської сільської Ради, Ново-Георгіївського району, Кіровоградської області.